# Dabangg
Dabangg (दबंग) è un film del 2010 diretto da Abhinav Kashyap.
La pellicola, il cui titolo in italiano si traduce Senza paura, è stata prodotta da Arbaaz Khan. Protagonisti del film sono il fratello maggiore di Arbaaz, Salman Khan e Sonakshi Sinha. Il film segna il debutto di Sonakshi come attrice, Arbaaz come produttore e di Abhinav Kashyap, fratello di Anurag Kashyap, come regista. Nel film recitano in ruoli minori anche Arbaaz Khan, Om Puri, Dimple Kapadia, Vinod Khanna, Anupam Kher, Mahesh Manjrekar e Mahie Gill, mentre Sonu Sood interpreta il ruolo dell'antagonista principale. Malaika Arora compare in un numero musicale. Il trailer del film è stato pubblicato il 23 luglio 2010. Dabangg è stato distribuito il 10 settembre 2010 in circa 1800 cinema in India.
Il film ha battuto diversi record al box office nella sua prima settimana di proiezione, diventando il film di Bollywood ad aver incassato di più nel suo primo giorno, oltre che quello che ha incassato di più nel primo fine settimana, infrangendo il record precedentemente detenuto da 3 Idiots. Inoltre è il film ad aver incassato di più in India nel 2010 oltre che il secondo film ad aver incassato di più nella storia del cinema indiano.
Il film ha vinto il Filmfare Award per il miglior film 2011. È stato trasmesso in Italia per la prima volta su Rai 4 il 16 luglio 2012.
Ha avuto due seguiti Dabangg 2 e Dabangg 3.

## Trama
A Laalgunj, un piccolo villaggio dell'Uttar Pradesh, Chulbul Pandey, soprannominato "Robin Hood" Pandey, un poliziotto forte e coraggioso, mantiene l'ordine utilizzando metodi poco ortodossi, oltre che spesso illegali. Chheda Singh, boss della mafia locale, che uccide chiunque si metta sulla sua strada, inasprisce la rivalità tra Chulbul e il suo fratellastro, Makhanchan Pandey per poter approfittare della situazione e togliersi di torno il poliziotto. Tuttavia Chulbul avrà a che fare anche con la giovane e bellissima Rajjo che costringerà il poliziotto a riconsiderare il suo atteggiamento, e che farà innamorare Chulbul di sé.

## Colonna sonora
La colonna sonora di Dabangg è stata composta da Sajid Wajid che firma la sua dodicesima collaborazione con l'attore Salman Khan. I brani Munni Badnaam e Do Nain Tere Mast Mast sono quelli che hanno incontrato maggior successo in patria.
1. Tere Mast Mast Do Nain (Rahat Fateh Ali Khan)
2. Munni Badnaam Hui (Mamta Sharma, Aishwarya Nigam)
3. Chori Kiya Re Jiya (Sonu Nigam, Shreya Ghoshal)
4. Hud Hud Dabangg (Sukhwinder Singh, Wajid)
5. Humka Peeni Hai (Wajid, Master Saleem, Shabaab Shabri)
6. Tere Mast Do Nain Part 2 (Rahat Fateh Ali Khan, Shreya Ghoshal)
7. Munni Badnaam remix (Mamta Sharma, Aishwarya Nigam)
8. Tere Mast Do Nain remix (Rahat Fateh Ali Khan, Arshikha Loey)
9. Humka Peeni Hai remix (Wajid, Master Saleem, Shabaab Shabri)
10. Dabangg (thème)

## Riconoscimenti
- Filmfare Award per il miglior film 2011